# Atopsyche catherinae
Atopsyche catherinae là một loài Trichoptera trong họ Hydrobiosidae. Chúng phân bố ở vùng Tân nhiệt đới.